# Adrenalina Sports Network
Adrenalina Sports Network (antes conocido como Fighting Sports Network y UFC Network) es un canal de televisión por suscripción latinoamericano de origen mexicano, propiedad de TelevisaUnivision en alianza con la Ultimate Fighting Championship. Originalmente lanzado como UFC Network el 1 de septiembre de 2013, el canal había sido diseñado especialmente para el público hispanohablante.
A fines de marzo de 2017, Televisa anunció que el canal sería relanzado como Fighting Sports Network. La señal estará disponible en toda Latinoamérica, presentando contenido variado de deportes de combate y seguiría siendo una señal premium y pago por visión, con el mantenimiento de la transmisión de todas las carteleras de UFC en vivo solo en México. El 1 de enero de 2019, el canal fue relanzado nuevamente como Adrenalina Sports Network, con un reenfoque de programación enfocado solo en deportes extremos.
Desde 2020, el canal empezó a transmitir combates de LUX Fight League, la más importante promoción del MMA mexicano.

## Señal
La señal es emitida en alta definición de forma nativa en simultáneo con la señal en resolución estándar.
- Panregional: Se rige por los horarios de México, Costa Rica, Venezuela y Argentina.

## Programación
- The Ultimate Fighter
- LFA México
- Bellator MMA
- Ponte
- corrida de toros
- ATL Aquí te Levantas